# تاردیس ۳۳۲۵
سیارک ۳۳۲۵ (به انگلیسی: 3325 TARDIS، نامگذاری:1984JZ) سه هزار و سیصد و بیست و پنجمین سیارک کشف شده‌است که در ۳ مه ۱۹۸۴ کشف شد.
قدر مطلق سیارک برابر ۱۱٫۴۰ است.